# 木下直哉 (バスケットボール)
木下 直哉（きのした なおや、1985年5月13日 - ）は、千葉県出身の豊田合成スコーピオンズに所属していた元バスケットボール選手である。ポジションはポイントガード。

## 経歴
柏市立光が丘中→早稲田実業→早稲田大学→豊田合成スコーピオンズ

## 人物
好きなバスケット選手はマイケル・ジョーダンとトニー・パーカー。好きな食べ物は焼肉と寿司と杏仁豆腐でカフェ巡りが趣味である。